# قزل حصار (كرج)
قزل حصار هي قرية في مقاطعة كرج، إيران. عدد سكان هذه القرية هو 807 في سنة 2006.